# グラブ (ソフトウェア)
グラブはmacOSに標準で付属しているアプリケーションで、Windowsでいうプリントスクリーンキーのように、画面の状態を撮影するために使われる。撮影した画像はTIFF形式（10.4ではPDF形式）で保存できる（プレビューで他形式に変換できる）。撮影した画像をクリップボードに送ることも可能。環境設定パネルではカーソルの種類、サウンドの可否を設定できる。
macOS Mojaveで廃止され、スクリーンショットに置き換えられた
。

## 機能
- 選択部分の撮影
- スクリーン全体の撮影
- 選択したウィンドウの撮影
- タイマー撮影
- 切り取り/コピー/貼り付け機能
- サウンド